# Пероз I (кушаншах)

Карта Кушано-Сасанидского царства

Пероз I (д/н — 275) — 2-й кушаншах в 245-275 годах. Имя из среднеперсидского языка переводится как «Победитель».

## Жизнеописание
Происходил из младшей ветви династии Сасанидов. Был сыном кушаншаха Ардашира I. Занял трон в 245 году. Продолжил политику предшественника, полностью покорив область Гандхара, где в городах Пурушапура (зимняя столица кушан) и Каписи (летней столице кушан) стал чеканить собственные монеты.
Начал выпускать монеты по кушанскому образцу, при этом сохраняя аналоги бактрийской и сасанидской монеты. Новые монеты Пероза I имели вогнутую форму и копировали монеты кушанского царя Васудэвы I (шах был изображено в кушанских одеяниях, сверху располагался трезубец, а внизу — свастика). Преимущественно их чеканили в городе Балх. Окончательно закрепил титул «большой кушаншах». Всем этим подчёркивал, что стал потомком Кушанской империи.
В то же время укрепил власть в Чаче и Фергане, распространил влияние на Таримский оазис. Таким действиям способствовал окончательный упадок государства Вэй.
При этом номинально признавал превосходство шахиншахов Персии. В 270 году совместно с Ормиздом I подавил восстание юэчжи-тохаров в Согдиане. Умер в 275 году. Ему наследовал родственник Хормизд I.